# Bettina Plank
Bettina Plank (Feldkirch, 24 febbraio 1992) è una karateka austriaca, specializzata nel kumite e vincitrice della medaglia di bronzo olimpica a Tokyo 2020.

## Palmarès
- Giochi olimpici

Tokyo 2020: bronzo nei 55 kg.